# Qadi Ayyad
Qadi Ayyad of  'Qadi Iyad ibn Musa'  (1083-1149) (Arabisch القاضي عياض بن موسى, Qadi Iyad ) of  Abu al-Fadl Iyad ibn amr ibn Musa ibn Iyad ibn Mohammed bin Abdillah bin Musa ibn Iyad al-Yahsubi al- Sabti  (Arabisch: أبو الفضل عياض بن موسى بن عياض بن عمرو بن موسى بن عياض بن محمد بن عبد الله بن موسى بن عياض اليحصبي السبتي) geboren in Ceuta, dan nog behorend tot het  Almoraviden rijk, was de grote imam van die stad en later een hoge rechter (qadi) in het Koninkrijk Granada.